# Arbaciella
Arbaciella is een geslacht van zee-egels uit de familie Arbaciidae.

## Soorten
- Arbaciella elegans Mortensen, 1910